# In Your Room
In Your Room – singel grupy Depeche Mode, promujący album Songs of Faith and Devotion. Utwór ten jest także ostatnim singlem zespołu nagranym wspólnie z Alan Wilderem.

## Wydany w krajach
- Australia (CD)
- Belgia (CD)
- Brazylia (CD)
- Francja (12", MC, CD)
- Kanada (CD)
- Niemcy (7", 12", CD)
- Szwecja (CD)
- Unia Europejska (CD)
- USA (12", MC, CD, CD-R)
- Wielka Brytania (12", MC, CD)

## Informacje
- Nagrano w Hamburgu, Madrycie, Londynie w 1993 roku[1]
- Produkcja: Depeche Mode, Flood, Butch Vig (The Zephyr Mix)
- Teksty i muzyka: Martin Lee Gore

Wersja singlowa, znana jako The Zephyr Mix, różni się znacznie od albumowej. Muzyka została ponownie nagrana przez Butcha Viga, znanego z produkcji Nevermind Nirvany. Pozostałymi remiksami uwzględnionymi na singlu były: Apex Mix autorstwa Briana Eno, który jest bardziej zbieżny z oryginałem i The Jeep Rock Mix Johnny’ego Dollara. Jego wersja pojawiła się na kompilacji Remixes 81–04. Podczas koncertów na trasie Devotional Tour, zespół grał wersję albumową. Od trasy The Singles 86/98 Tour grany był The Zephyr Mix. W jej trakcie Depeche Mode wystąpili po raz pierwszy w programie Late Show with David Letterman, gdzie wykonali właśnie tę piosenkę. Na trasie Tour of the Universe aranżacja piosenki składała się z elementów wersji albumowej i singlowej. Podczas Global Spirit Tour w 2017 zespół grał wersję albumową.

## Teledysk
Teledysk został zrealizowany przez Antona Corbijna. Została w nim użyta wersja singlowa utworu. Klip zawiera odniesienia do wielu poprzednich teledysków zespołu, między innymi Strangelove (modelka w bieliźnie), I Feel You (kobieta ubrana jak Dave Gahan), Walking in My Shoes (kostium ptaka), Halo (ludzie w makijażu klauna), Enjoy The Silence (Dave Gahan wystylizowany jako król, trzymający krzesło składane podczas chodzenia po drodze), Personal Jesus (członkowie zespołu noszący kowbojskie kapelusze), Condemnation (kobieta ubrana w białą suknię ze wstęgami) i Never Let Me Down Again (kobieta pijąca herbatę z filiżanki). W teledysku pojawia się Alexandra Kummer, która w niektórych ujęciach jest półnaga. Z powodu scen przedstawiających nagość oraz bondage, klip pojawiał się poza głównym czasem antenowym w MTV, co było przyczyną niepowodzenia singla w Stanach Zjednoczonych. Jest to ostatni teledysk z Alanem Wilderem jako członkiem zespołu i ostatni teledysk, w którym się w ogóle pojawił.

## Skład zespołu
- David Gahan – wokale główne
- Martin Gore – gitara, chórki
- Alan Wilder – syntezator, perkusja, instrumenty perkusyjne
- Andrew Fletcher – gitara basowa, fortepian, sampler

## Wydania

### Festival Rec.
- D12154, promocyjny CD, wydany w Australii
  1. In Your Room (Live) – 6:52
  2. Policy of Truth (Live) – 5:08
  3. World in My Eyes (Live) – 6:16
  4. Fly on the Windscreen (Live) – 5:20

### Indisc
- 2100723[3], CD, wydany w Belgii
  1. In Your Room (Zephyr Mix) – 4:52
  2. In Your Room (Extended Zephyr Mix) – 6:45
  3. Never Let Me Down Again (Live) – 5:01
  4. Death’s Door (Live) – 2:45

- 2100724, CD, wydany w Belgii
  1. In Your Room (Live) – 6:52
  2. Policy of Truth (Live) – 5:08
  3. World in My Eyes (Live) – 6:16
  4. Fly on the Windscreen (Live) – 5:20

- 2100725, CD, wydany w Belgii
  1. In Your Room (The Jeep Rock Mix) – 6:19
  2. In Your Room (Apex Mix) – 6:43
  3. Higher Love (Adrenaline Mix) – 7:49

- 2100729, CD, wydany w Belgii
  1. In Your Room (Zephyr Mix) -
  2. Higher Love (Adrenaline Mix) -

### Intercord Ton GmbH
- INT 111.914, 7" płyta winylowa, wydana w Niemczech
  1. In Your Room (Zephyr Mix) – 4:50
  2. Higher Love (Adrenaline Mix) – 7:50

- INT 126.783[4], 12" płyta winylowa, wydana kiedy w Niemczech
  1. In Your Room (Zephyr Mix) -
  2. In Your Room (Apex Mix) -
  3. In Your Room (The Jeep Rock Mix) -
  4. Higher Love (Adrenaline Mix) -
  5. In Your Room (Extended Zephyr Mix) -

- INT 126.784, 12" płyta winylowa, wydana w Niemczech
  1. In Your Room (Live) -
  2. Policy of Truth (Live) -
  3. World in My Eyes (Live) -
  4. Fly on the Windscreen (Live) -
  5. Never Let Me Down Again (Live) -
  6. Death’s Door (Live) -

- INT 826.783[5], CD, wydany w Niemczech
  1. In Your Room (Zephyr Mix) – 4:52
  2. In Your Room (Extended Zephyr Mix) – 6:45
  3. Never Let Me Down Again (Live) – 5:01
  4. Death’s Door (Live) – 2:45

- INT 826.784, CD, wydany w Niemczech
  1. In Your Room (The Jeep Rock Mix) – 6:19
  2. In Your Room (Apex Mix) – 6:43
  3. Higher Love (Adrenaline Mix) – 7:49

- INT 826.785, CD, wydany w Niemczech
  1. In Your Room (Live) – 6:52
  2. Policy of Truth (Live) – 5:08
  3. World in My Eyes (Live) – 6:16
  4. Fly on the Windscreen (Live) – 5:20

### Liberation Rec.
- D12155, CD, wydany w Australii
  1. In Your Room (The Jeep Rock Mix) – 6:19
  2. In Your Room (Apex Mix) – 6:43
  3. Higher Love (Adrenaline Mix) – 7:49

### Mute
- 12Bong24, 12" płyta winylowa, wydana w Wielkiej Brytanii
  1. In Your Room (Zephyr Mix) -
  2. In Your Room (Apex Mix) -
  3. In Your Room (The Jeep Rock Mix) -
  4. Higher Love (Adrenaline Mix) -
  5. In Your Room (Extended Zephyr Mix) -

- L12Bong24, 12" płyta winylowa, wydana w Wielkiej Brytanii
  1. In Your Room (Live) -
  2. Policy of Truth (Live) -
  3. World in My Eyes (Live) -
  4. Fly on the Windscreen (Live) -
  5. Never Let Me Down Again (Live) -
  6. Death’s Door (Live) -

- P12Bong24, promocyjna 12" płyta winylowa, wydana w Wielkiej Brytanii
  1. In Your Room (The Jeep Rock Mix) -
  2. Higher Love (Adrenaline Mix) -
  3. In Your Room (Extended Zephyr Mix) -

- CBong24, MC, wydana w Wielkiej Brytanii
  1. In Your Room (Zephyr Mix) – 4:52
  2. Higher Love (Adrenaline Mix) – 7:50

- CD/LCD/XLCDBong24[6], promocyjna MC, wydana 23 listopada 2003 w Wielkiej Brytanii
  1. In Your Room (Zephyr Mix) – 4:50
  2. In Your Room (Extended Zephyr Mix) – 6:43
  3. Never Let Me Down Again (Live) – 4:59
  4. Death’s Door (Live) – 2:44
  5. In Your Room (The Jeep Rock Mix) – 6:19
  6. In Your Room (Apex Mix) – 6:43
  7. Higher Love (Adrenaline Mix) – 7:47
  8. In Your Room (Live) -
  9. Policy of Truth (Live) -
  10. World in My Eyes (Live) -
  11. Fly on the Windscreen (Live) -

- CDBong24[7], CD, wydany w Wielkiej Brytanii
  1. In Your Room (Zephyr Mix) – 4:52
  2. In Your Room (Extended Zephyr Mix) – 6:45
  3. Never Let Me Down Again (Live) – 5:01
  4. Death’s Door (Live) – 2:45

- CDBong24X, CD wchodzący w skład Singles Box 1–6, wydany 2004 w Unii Europejskiej
  1. In Your Room (Zephyr Mix) – 4:50
  2. Higher Love (Adrenaline Mix - Edit) -
  3. In Your Room (Apex Mix) – 6:43
  4. In Your Room (The Jeep Rock Mix) – 6:19
  5. Higher Love (Adrenaline Mix) – 7:49
  6. In Your Room (Extended Zephyr Mix) – 6:43
  7. In Your Room (Live) -
  8. Policy of Truth (Live) -
  9. World in My Eyes (Live) -
  10. Fly on the Windscreen (Live) -
  11. Never Let Me Down Again (Live) -
  12. Death’s Door (Live) -

- CD7Bong24, CD, wydany w Szwecji
  1. In Your Room (Zephyr Mix) -
  2. Higher Love (Adrenaline Mix) -

- LCDBong24[8], CD, wydany w Wielkiej Brytanii
  1. In Your Room (Live) – 6:52
  2. Policy of Truth (Live) – 5:08
  3. World in My Eyes (Live) – 6:16
  4. Fly on the Windscreen (Live) – 5:20

- XLCDBong24[9], CD, wydany w Wielkiej Brytanii
  1. In Your Room (The Jeep Rock Mix) – 6:19
  2. In Your Room (Apex Mix) – 6:43
  3. Higher Love (Adrenaline Mix) – 7:49

### Sire/Reprise
- 41362-0, 12" płyta winylowa, wydana 18 stycznia 1994 w USA
  1. In Your Room (Extended Zephyr Mix) – 6:43
  2. In Your Room (Apex Mix) – 6:43
  3. In Your Room (The Jeep Rock Mix) – 6:19
  4. Higher Love (Adrenaline Mix) – 7:49

- 41362-2, MC, wydana 18 stycznia 1994 w USA
  1. In Your Room (Extended Zephyr Mix) -
  2. In Your Room (Apex Mix) -
  3. In Your Room (The Jeep Rock Mix) -
  4. Higher Love (Adrenaline Mix) – 7:49

- 9 41362-2, CD, wydany 18 stycznia 1994 w USA
  1. In Your Room (Zephyr Mix) – 4:52
  2. In Your Room (Extended Zephyr Mix) – 6:45
  3. Higher Love (Adrenaline Mix) – 7:50
  4. In Your Room (The Jeep Rock Mix) – 6:20
  5. Policy of Truth (Live) – 5:07
  6. In Your Room (Apex Mix) – 6:44
  7. In Your Room (Live) -

- CD41362, CD, wydany w Kanadzie
  1. In Your Room (Zephyr Mix) – 4:52
  2. In Your Room (Extended Zephyr Mix) – 6:45
  3. Higher Love (Adrenaline Mix) – 7:50
  4. In Your Room (The Jeep Rock Mix) – 6:20
  5. Policy of Truth (Live) – 5:07
  6. In Your Room (Apex Mix) – 6:44
  7. In Your Room (Live) -

### Societe Nouvelle Areacem
- 74321184091, 12" płyta winylowa, wydana we Francji
  1. In Your Room (Zephyr Mix) -
  2. In Your Room (Apex Mix) -
  3. In Your Room (The Jeep Rock Mix) -
  4. Higher Love (Adrenaline Mix) -
  5. In Your Room (Extended Zephyr Mix) -

### Sum Records
- 2038-2, CD, wydany 26 lutego 2004 w USA
  1. In Your Room (Zephyr Mix) – 4:52
  2. In Your Room (Extended Zephyr Mix) – 6:45
  3. Never Let Me Down Again (Live) – 5:01
  4. Death’s Door (Live) – 2:45

### Virgin
- 74321184082, CD, wydany we Francji
  1. In Your Room (Live) – 6:52
  2. Policy of Truth (Live) – 5:08
  3. World in My Eyes (Live) – 6:16
  4. Fly on the Windscreen (Live) – 5:20

- 74321184092, CD, wydany we Francji
  1. In Your Room (The Jeep Rock Mix) – 6:19
  2. In Your Room (Apex Mix) – 6:43
  3. Higher Love (Adrenaline Mix) – 7:49

### Vogue
- 74321184081, 12" płyta winylowa, wydana we Francji
  1. In Your Room (Zephyr Mix) -
  2. In Your Room (Apex Mix) -
  3. In Your Room (The Jeep Rock Mix) -
  4. Higher Love (Adrenaline Mix) -
  5. In Your Room (Extended Zephyr Mix) -

- 74321184091, 12" płyta winylowa, wydana we Francji
  1. In Your Room (Live) -
  2. Policy of Truth (Live) -
  3. World in My Eyes (Live) -
  4. Fly on the Windscreen (Live) -
  5. Never Let Me Down Again (Live) -
  6. Death’s Door (Live) -

- 74321184294, MC, wydana we Francji
  1. In Your Room (Zephyr Mix) – 4:50
  2. Higher Love (7" Edit[10]) – 7:49

- 74321184292, CD, wydany we Francji
  1. In Your Room (Zephyr Mix) -
  2. Higher Love (Adrenaline Mix) -

- 74321184072, CD, wydany we Francji
  1. In Your Room (Zephyr Mix) – 4:52
  2. In Your Room (Extended Zephyr Mix) – 6:45
  3. Never Let Me Down Again (Live) – 5:01
  4. Death’s Door (Live) – 2:45

### Warner - Rhino
- bez numeru katalogowego, CD-R, wydany 26 lutego 2004 w USA
  1. In Your Room (Zephyr Mix	4:50
  2. Higher Love (Adrenaline Mix - Edit
  3. In Your Room (Apex Mix) – 6:43
  4. In Your Room (The Jeep Rock Mix) – 6:19
  5. Higher Love (Adrenaline Mix) – 7:49
  6. In Your Room (Extended Zephyr Mix) – 6:43
  7. In Your Room (Live) -
  8. Policy of Truth (Live) -
  9. World in My Eyes (Live) -
  10. Fly on the Windscreen (Live) -
  11. Never Let Me Down Again (Live) -
  12. Death’s Door (Live) -

## Pozycje na listach przebojów
| Lista (1994)                                | Najwyższa pozycja |
| ------------------------------------------- | ----------------- |
| Australia (ARIA Charts)                     | 40                |
| Francja (SNEP)                              | 10                |
| Hiszpania (AFYVE)                           | 4                 |
| Irlandia (Irish Singles Chart)              | 15                |
| Niemcy (Media Control Charts)               | 24                |
| Polska (Lista przebojów Programu Trzeciego) | 8                 |
| Szwajcaria (Schweizer Hitparade)            | 14                |
| Szwecja (Sverigetopplistan)                 | 2                 |
| Wielka Brytania (UK Singles Chart)          | 8                 |